# آزار آشوریان به‌دست داعش
آزار آشوریان به دست داعش (به انگلیسی: Persecution of Assyrians by ISIL) به آشوری‌ستیزی داعش اشاره دارد که به دنبال اشغال شمال عراق توسط داعش در اواسط سال ۲۰۱۴ روی داد که به آزار و اذیت آشوریان عراق و سوریه توسط جهادی‌ها منجر شد.

## پیدایش داعش
شبکه «دولت اسلامی در عراق و شام» که به‌طور خلاصه داعش نامیده می‌شود، در آوریل 2013 اعلام موجودیت کرد. این شبکه در ابتدای آغاز به کار خود اعلام کرد که شبکه‌ای وابسته به القاعده است که در اکتبر 2006 برای تصرف کامل عراق تشکیل شده است. با آغاز تحولات سوریه، جبهه النصره در سوریه تشکیل شد اما این گروه از اتحاد با آن خودداری کرد تا آن‌جا که دو طرف علیه یکدیگر بیانیه صادر کردند تا این که در ژانویه 2014 روابطشان به شدت تیره شد به گونه‌ای که دو طرف در سوریه علیه هم دست به اسلحه بردند و به شدت با همدیگر درگیر شدند. این گروه از ژوئیهٔ ۲۰۱۴ ادعای خلافت جهانی کرد و خود را حکومت اسلامی (به عربی: الدولة الاسلامیة) نامید. همچنین زمانی بخش‌های بزرگی از شمال عراق و شرق سوریه را با جمعیت‌های ۲٫۸ و ۸ میلیون نفر و بخش‌های کوچکی را در لیبی، نیجریه و افغانستان به تصرف خود درآورده بود. ویکی‌پدیا

پرچم گروه تروریستی داعش

## آشوری‌ها
آشوری‌ها، آسوری‌ها، کلدانی‌ها، آرامی‌ها یا سُریانی‌ها قومی هستند که ریشه آن‌ها به مردم سامی بین‌النهرین باستان می‌رسد. آن‌ها علاوه بر زبان محل سکونت خود، به زبان آرامی نو آشوری (از خانواده زبان‌های سامی) سخن می‌گویند و اغلب، مسیحی هستند. سرزمین باستانی آشوریان اکنون در شمال عراق (استان‌های دهوک و نینوا)، جنوب شرقی ترکیه (در منطقه‌ی حکاری و طور عبدین)، شمال شرقی سوریه (استان حسکه) استان‌های مرکزی و بیشتر در ارومیه و شمال غربی ایران و تهران واقع شده‌است. ویکی‌پدیا
جمعیت آشوریان عراق حدود یک میلیون و پانصد هزار نفر است. بر اثر جنگ‌های عراق-ایران و عراق-کویت و پس از سقوط صدام نیز به علت حمله نظامیان مختلف اکثریت آن‌ها کشور را ترک کرده و به خارج مهاجرت کرده‌اند، به‌طوری که اینک فقط ۶۵۰،۰۰۰ نفر از آنان در عراق باقی مانده‌اند. بزرگ‌ترین مراکز تجمع آن‌ها در بغداد و استان‌های نینوا و دهوک می‌باشد، همچنین در استان‌های اربیل و کرکوک و بصره نیز موجود هستند و شمار کمی در شهرهای رومادی، حله، ناصریه، میسان، اسکندریه، تکریت سکونت دارند. بزرگ‌ترین فرقه‌های دینی آن‌ها عبارت‌اند از: (کلیسای کلدان کاتولیک)،(کلیسای شرق آشوری)، (کلیسای سریان ارتودوکس)، (کلیسای سریان کاتولیک)، (کلیسای شرق قدیم). در طول تاریخ عراق همیشه دچار قتل‌عام و ظلم و ستم شده‌اند و بیش از (۳۰۰) روستای آن‌ها منهدم گردیده است. قتل‌عام آشوریان در ۷ اوت ۱۹۳۲ در شهر سمیل از قتل‌عام‌های بزرگی است که توسط رژیم بغداد از آن‌ها شده است، که هر سال مراسم مخصوصی برای یادبود قربانیان این کشتار برگزار می‌شود. ویکی‌پدیا

## تخریب آثار تاریخی آشوریان
گروه تروریستی داعش تصاویری را منتشر کرد که نشان می‌دهد نیروهای این گروه با استفاده از دست‌کم یک بولدوزر در حال تخریب ویرانه‌های باقی‌مانده از قصر امپراتور آشور و دروازه المسقی هستند. مشخص نیست که این اتفاق دقیقا چه زمانی رخ داده است.
مؤسسه «نشنال جئوگرافی» اخیراً اعلام کرده بود، عکس‌هایی را به دست آورده که نشان‌دهنده عملیات تخریب دروازه المسقی و یک دروازه تاریخی دیگر به دست داعش هستند.
نینوا یکی از مراکز مهم تمدن بشری به شمار می‌رود. این شهر پایتخت دولت آشور بوده و ۴ هزار سال پیش بنا شد. نینوا در آن زمان بزرگ‌ترین شهر جهان به شمار می‌رفت. این شهر شمار زیادی معبد و نیز قصر ۸۰ اتاقه سناخریب، امپراتور آشور را در خود جای داده بود. دورتادور این شهر دیواری به طول ۱۲ کیلومتر کشیده شده که ۱۵ دروازه در آن تعبیه شده بود.
دروازه المسقی که در زبان اکدی (زبان رایج در میان آشوریان و بابلیان) به آن دروازه «مشکی» نیز می‌گویند، به احتمال زیاد محل گذر چارپایان برای رسیدن به رودخانه دجله بوده است.
شهر نینوا در سال ۶۱۲ پیش از میلاد مسیح به دست اقوام ماد و بابل ویران شد. دروازه‌های باستانی نینوا در سده ۲۰ میلادی مرمت شدند و به عنوان نمادی از میراث فرهنگی غنی ساکنان موصل به شمار می‌رفتند. عرب‌های مسلمان، عرب‌های مسیحی و جمعیت آشوری ساکن در این منطقه به گفته باستان‌شناسان همه از تبار آشوری‌های باستان هستند.
«داعش» در سال ۲۰۱۴ موصل را تصرف کرد. این گروه تروریستی از آن زمان تا کنون شماری از آثار تاریخی پرارزش در این منطقه را تخریب کرده است.

## کشتار آشوری‌های سوریه به دست داعش
به گزارش شبکه العالم خبرگزاری رسمی سوریه؛ گروه تروریستی داعش ده‌ها نفر از اهالی روستای تل تمر را به قتل رساند. صدها نفر از اهالی این منطقه نیز به مناطق مجاور - تحت کنترل ارتش سوریه و کردها - فرار کردند. عناصر داعش همچنین یکی از قدیمی‌ترین کلیساهای منطقه تل هرمز و ده‌ها خانه را در تل شامیرام، تل نصری، الاغیبش، توما یلدا و الحاووز به آتش کشیدند.
داعش پس از حمله به مناطق آشوری‌نشین تلاش کرد از طریق شهرک راس‌العین وارد ترکیه نیز بشود.

## ابراز نگرانی آشوری‌های ایران
وناتن بت کلیا نماینده ادوار ششم، هفتم، هشتم و نهم اقلیت دینی آشوری و کلدانی در مجلس شورای اسلامی، گفت: «۱۷۲ نفر از آشوریان در سوریه در دست داعش اسیر هستند که داعش برای آزادی آن‌ها ۲۶ میلیون یورو طلب کرده است ولی هیچ نهاد مدعی حقوق بشری به این مسئله اعتراض نمی‌کند».